# Xinqiao, Gaoyao
Xinqiao (kinesiska: 新桥) är en köping i sydöstra Kina. Den ligger i stadsdistriktet Gaoyao i staden Zhaoqing i provinsen Guangdong, omkring 90 kilometer väster om provinshuvudstaden Guangzhou. Antalet invånare är 39 265. Befolkningen består av 18 800 kvinnor och 20 465 män. Barn under 15 år utgör 17,0 %, vuxna 15-64 år 72 %, och äldre över 65 år 10,0 %.